# Die glücklichen Inseln hinter dem Winde
Die glücklichen Inseln hinter dem Winde (Eigenschreibweise: Die Glücklichen Inseln hinter dem Winde) ist ein erstmals im Jahr 1958 im Verlag Neues Leben in Ost-Berlin und 1959 im Oetinger Verlag Hamburg erschienenes Buch des deutschen Autors und Dichters James Krüss (1926–1997). Der Autor besucht darin den Kapitän Daworin Madirankowitsch in seinem Haus auf der Insel Korčula im Adriatischen Meer vor der Küste Süddalmatiens. An einem Nachmittag fragt der Kapitän den Schriftsteller, ob er wohl Interesse an einem Bericht über eine höchst seltsame Inselgruppe habe? „Ist es eine Geschichte für Kinder oder für Erwachsene, Herr Kapitän?“, fragt der Autor. „Schreiben Sie die Geschichte genauso auf, wie ich sie Ihnen erzähle, lieber Herr. Dann wird sie allen verständlich sein. Denn jedes Kind muss einmal erwachsen werden. Und jeder Erwachsene war einmal ein Kind.“

## Inhalt
Das Buch wird in 7 Kapiteln erzählt, die aber nicht 7 Reisetagen entsprechen, da es zwei unterschiedlich lange Aufenthalte der Gruppe auf den Glücklichen Inseln gibt, aber doch den 7 Tagen, an denen der Kapitän seine Geschichte dem Schriftsteller der Geschichte unter einem Ölbaum im Garten erzählt hat.
Doch bevor die eigentliche Reise zu den Glücklichen Inseln beginnt, erzählt der Kapitän zunächst die Vorgeschichte seiner Reise: Mit der Zikade, einem Frachtschiff, hatte er Salz von Sizilien nach Island gebracht, und war Anfang Mai des Jahres 1945 bereits wieder auf dem Rückweg nach Griechenland, als er an Helgoland vorbeikam, und auf Bitte des Leuchtturmwärters Johann einige Passagiere mit in den Süden nimmt, die die zerstörte Insel Helgoland verlassen wollten: Juliane Overbeck, genannt Tante Julie, sowie deren Maus Philine. Dazu vier Möwen namens Alexandra, Gummischnabel-Emma, Sandbank-Emma und Adleraugen-Emma, und das englische Fräulein Georgia Brown, die ein Buch über Dalmatien schreiben wollte. Die Reise führt zunächst unter portugiesischer Flagge bis zur Straße von Gibraltar und ins Mittelmeer, als am 8. Mai die Nachricht vom Kriegsende in Europa durchs Radio kommt, was mit einem Bordfest und Feuerwerk kräftig gefeiert wird. Nach der Fahrt durchs Mittelmeer kommt die „Zikade“ schließlich am 14. Juni in der Hafenstadt Dubrovnik an, um von dort bereits am 15. Juni weiter in Richtung seiner Heimatinsel Korčula zu fahren, wo er sich zur Ruhe setzen will. Es soll die letzte Fahrt der „Zikade“ und von Daworin Madirankowitsch werden, als plötzlich ...
- Der erste Tag (Freitag, der 15. Juni 1945):

```
 „... plötzlich alle Instrumente an Bord ausfielen, und keine Maschine an Bord mehr gehorchte. Da ertönte auch schon der Ruf“Land in Sicht„, und am Horizont tauchten“Die Glücklichen Inseln hinter dem Winde„auf. Am Ufer lagen Leoparden, Panther und Geparden, Löwen, Elefanten und Giraffen (..) und dazwischen spazierten Männer in weißen Tropenanzügen und Frauen in leichten Seidenkleidern einher.“
```

Bei der Ankunft in der Flamingobucht der Hauptinsel Polipopaja erwartet die kleine Reisegruppe ein paradiesischer Zustand, ein friedliches Zusammenleben von Mensch und Tier. Schnell stellt sich heraus, dass die „Zikade“ dem Bannkreis rund um die Inselgruppe zu nahegekommen war, und so die Kontrolle über das Schiff verloren gegangen war. Da auf den Inseln gerade Inseltag ist, an dem die Tiere mit „M“ an der Regierung sind, tritt eine Delegation aus einem Meerschweinchen, einem Marder und einem Murmeltier vor, die mit Hilfe von „Verständigungstabletten“ mit den Gästen reden können, und sie wegen ihres Schiffes zunächst beruhigen. Sie laden die Reisegruppe sogar ein, es sich einige Tage auf den Inseln gut gehen zu lassen.
- Der zweite Tag (Samstag, der 16. Juni 1945):

Der zweite Tag gehört dem Erkunden der Hauptinsel und der Begegnung mit den dort lebenden Tieren. Da der Tag ein N-Tag ist, macht die Gruppe zunächst die Bekanntschaft eines Nashorns, später einer Nebelkrähe, die den Besuchern die „Vegetarische Akademie“ der Inseln präsentieren. Doch mit der „Zikade“ ist auch eine Bedrohung für die Inseln eingezogen, denn im Windschatten des Schiffes haben auch 2 Bartenwale, 1 Sperber, 1 Geier und 1 Adler, also eine Gruppe von Raubtieren, den Bannkreis überwunden, und stellen nun eine Bedrohung für den Inselfrieden da. In enger Kooperation mit dem Freundschaftsministerium will man dagegen angehen, und ein Nerz zeigt zum Ausklang des Tages der Gruppe noch die Blumen- und die Bienenschule der Inseln.
- Der dritte Tag (Sonntag, der 17. Juni 1945) - O-Tag. - Die Gruppe wird von einer Otter abgeholt, und über eine funkelnde Brücke aus geschmolzenen Kieselsteinen auf die Insel Paxos geführt (die Friedensinsel). Der Brücke führt zunächst in eine schwindelnde Höhe hinaus, und dann auf der anderen Seite wieder steil nach unten  (gesamte Gehdauer ca. 2 Stunden)  - Die Gruppe bekommt von einem Ortolan (einer Gartenammer) beim Durchschreiten einer Allee aus Sandsteinplatten die Denkmäler verschiedener Tiere gezeigt, die durch mutige Taten Menschenleben gerettet haben, etwa des Walfischs Bartholomäus, der im Krieg Torpedos umgeleitet hat, und des Erdschweins Anastasia, das mit Hilfe unterirdischer Gänge mehrere Menschen aus Kerkern befreit hat.  - Die Gruppe besucht eine gerichtliche Anhörung, bei der eine Maus einen jungen Mann verklagt hat, der zu seinem Sohn gesagt hat, wenn er nicht mehr lerne, bleibe er dumm wie eine Maus. Der Vorsitzende Ochsenfrosch stellt zwei Rätsel, von denen jede der Parteien nur jeweils eines lösen kann, sodass am Ende beide Parteien den Gerichtsplatz stolz und fröhlich verlassen.  - Die Gruppe besucht einen bärtigen, alten Mann, der die Geschichte der Glücklichen Inseln aus der Zeit erzählt, in der alle Wesen auf der Erde noch friedlich miteinander lebten, und niemand den anderen auffraß. Selbst in der Zeit, als sich das allmählich überall in der Welt zu verändern begann, blieben die Glücklichen Inseln hiervon verschont, da sie in zwanzig Seemeilen Entfernung von einem Kranz von Wirbelwinden umgeben waren, durch den niemand eindringen konnte, der eine böse Absicht verfolgte. So waren die Glücklichen Inseln im Jahre 7777 vor Chr. zur Republik erklärt worden und hatten seit dieser Zeit weder Kriege noch Revolutionen erlebt, aber allerdings einen einzigen Mord, bei dem eine liebenswürdige Raupe von Ameisen getötet worden war. Die Inseln schützten sich in der Folge, indem man nur Schiffe einlaufen lief, auf denen mindestens einer am sogenannten „Glücklichen Tag“ geboren war, am 24. Juni. Glücklicherweise gehören der Gruppe vom Dampfer mit Tante Julie, Petar und der Maus Philine gleich 3 solche Glückskinder zur Gruppe, sodass die Gruppe schon darum die Inseln wahrscheinlich gar nicht verfehlen konnte.  - Am Abend wird die Gruppe von der Otter wieder abgeholt und über die Brücke zurückgeführt. Bei einem letzten Blick auf die Bucht sehen sie drei Segelboote gegen den Horizont segeln, wobei in einem von ihnen der alte, bärtige Mann sitzt. Neben ihm liegt träumend ein Leopard und singt eine Amsel. Da erklingt sein Stimme plötzlich ganz nahe, und er vertraut ihnen an, dass er nun sterbe. Das sei aber auch nicht schrecklich, da gerne stirbt, wer glücklich gelebt hat.

- Der vierte Tag (Montag, der 18. Juni 1945) - P-Tag - Die Gruppe wird von einem Pudel abgeholt, und später von einem Pavian bis zum Flugplatz der Insel Polipopaja begleitet, der sich allerdings als großer Marmorwürfel mit Treppen an allen vier Seiten erweist. Auf diesem landet eine gläserne Kugel in der Größe eines Fesselballons, in der sich ein großer Pelikan befindet, der der staunenden Gruppe eröffnet, dass man nun von hier gemeinsam auf die Insel Jou-Jou (die Spielinsel) fliegen werde.   - Dort angekommen wird die Gruppe von einem Panther begrüßt, der ihnen die Einwohner der Spielinsel vorstellt, von denen allerdings die meisten Neubürger auf den Glücklichen Inseln sind. Man spürt schnell, dass es gar nicht so einfach ist, sich hier erst einmal einzuleben. Professor Hornemann zum Beispiel, der Käferforscher, lernt es erst allmählich, seinen erfahrenen und weitgereiste Insekten auch einmal zuzuhören, statt sie in Klassen einzuteilen. Und wer immer davon geträumt hat, hier den ganzen Tag Tennis zu spielen, kann davon auch leicht genug davon bekommen, zumal die wenigen Pflichten wie das Brücke-Kehren oft schon vergeben sind.

- Der fünfte Tag (Dienstag, der 19. Juni 1945) - Q-Tag Diesmal wird die Gruppe von einer griechischen Quellnymphe begrüßt, die am Hafen Taucheranzüge aus buntem Glas bereithält, in denen man unter Wasser den Weg hinüber zur Insel Torronostro zurücklegen solle. Der traumhafte Gang zwischen Korallenriffen und Fischen in jeder Farbe wird nur aber durch das plötzliche Auftauchen eines Bartenwals gestört, der die Gruppe etwas durcheinanderwirbelt und verstört zurücklässt. Doch nur einige Minuten danach kehrt mit einem weiteren Bartenwal (seinem Bruder) zurück, um alle um Verzeihung zu bitten. Er sei auch noch ganz neu auf den Inseln, und erst auf dem Weg, ein friedliebender Bürger zu werden. Ein Quagga (eine Mischung aus Zebra und Pferd) führt die Gruppe schließlich weiter auf einen Turm, in dessen oberstem Stockwerk unter der Leitung von Dr. Cato Licht aufgefangen und in großen Blöcken aufbewahrt wird. Überraschend trifft ein Quesal ein, ein Vogel aus Südamerika, der sich als Präsident der Nationalbank der Glücklichen Inseln vorstellt.  Der Quesal klärt auch über das Sonnenlicht auf, und verrät, dass eigentlich nur das Frühlingslicht gut verträglich sei und die Menschen glücklich und fröhlich mache. Das Winterlicht dagegen wirke auf viele regelrecht deprimierend. Aus dem Winterlicht ließen sich jedoch Kraftpillen herstellen, die auch zu manchen Dingen nützlich und gut verwendbar seien.   Auch wenn alle in der Gruppe gerne noch auf den Inseln geblieben wären, war nun doch die Zeit für den Abschied gekommen. Dr. Cato wies deutlich darauf hin, dass notwendige Reparaturen am Schiff inzwischen ausgeführt seien, und es wohl Zeit sei, die Inseln zunächst wieder zu verlassen. Alle seien jedoch eingeladen, die Inseln heute in 11 Jahren wieder einmal zu besuchen.

- Der erste Tag des zweiten Aufenthalts (19. Juni 1956) - Auf den Tag genau 11 Jahre später ist es wieder Kapitän Daworin Madirankowitsch, der mit seinem Dampfer „Zikade“ noch einmal die Glücklichen Inseln anläuft. Obwohl es sich wieder um einen Q-Tag handelt, lässt sich zunächst kein Tier mit Q auf dem Dampfer sehen. Stattdessen trifft Dr. Cato zur Begrüßung ein und äußert den ausdrücklichen Wunsch, dass doch alle bis zum 24. Juni auf den Glücklichen Inseln bleiben sollten, da dieser Tag seit jeher besonders gefeiert werde. Das trifft sich gut, da auch drei Mitglieder der Gruppe Geburtstag an diesem Tag haben, und sie gerne dieses Fest auf den Inseln begehen wollen. Einen kleinen Schatten auf diesen Plan wirft die Begegnung mit dem Wiener Hofrat Rudi Sturmfest, der auf eine kommende Gefahr aufmerksam macht. Angeblich haben 12 Pottwale und 1 Geier, sowie 12 Haifische und 1 Adler den Kreis um die Inseln durchbrochen, was Gefahr bedeuten könne.

- Der vierte Tag des zweiten Aufenthalts (22. Juni 1956)

## Ausgaben
- Originalausgabe: 1958 im Verlag Neues Leben in Ost-Berlin, mit Illustrationen von Eberhard Binder, und 1959/1960 im Oetinger Verlag Hamburg
- Übersetzung: „The Happy Islands behind the winds“, Atheneum, New York 1966, übersetzt von Edelgard von Heydekampf-Brühl, mit Illustrationen von Eberhard Binder-Strassfurt
- Neuausgabe: Bassermann Verlag (Random House GmbH) München 2019, Umschlag- und Innenillustrationen: Franziska Biermann
- Weiterhin im Carlsen Verlag, Hamburg 2000